# Pishgaman Giant Team/Saison 2016
Dieser Artikel listet Erfolge und Fahrer des Radsportteams Pishgaman Giant Team in der Saison 2016 auf.

## Erfolge in der UCI Asia Tour
In den Rennen der Saison 2016 der UCI Asia Tour gelangen die nachstehenden Erfolge.
| Datum            | Rennen                           | Kat. | Fahrer               |
| ---------------- | -------------------------------- | ---- | -------------------- |
| 1. Juni          | 3. Etappe Japan-Rundfahrt        | 2.1  | Mohammad Rajablou    |
| 7. August        | 2. Etappe Tour de Singkarak      | 2.2  | Rahim Ememi          |
| 9. August        | 4. Etappe Tour de Singkarak      | 2.2  | Amir Kolahdozhagh    |
| 6.–14. August    | Gesamtwertung Tour de Singkarak  | 2.2  | Amir Kolahdozhagh    |
| 18. Oktober      | 1. Etappe Jelajah Malaysia       | 2.2  | Rahim Ememi          |
| 19. Oktober      | 2. Etappe Jelajah Malaysia       | 2.2  | Arvin Moazzemi       |
| 18.–22. Oktober  | Gesamtwertung Jelajah Malaysia   | 2.2  | Arvin Moazzemi       |
|                  | Einzelwertung UCI Asia Tour 2016 |      | Pishgaman Giant Team |
| 16. November     | 1. Etappe Tour of Fuzhou         | 2.1  | Rahim Ememi          |
| 19. November     | 4. Etappe Tour of Fuzhou         | 2.1  | Rahim Ememi          |
| 16.–20. November | Gesamtwertung Tour of Fuzhou     | 2.1  | Rahim Ememi          |

## Erfolge bei den Nationalen Straßen-Radsportmeisterschaften
In den Rennen zu den Nationalen Straßen-Radsportmeisterschaften 2016 gelangen die nachstehenden Erfolge.
| Datum  | Rennen                                     | Sieger         |
| ------ | ------------------------------------------ | -------------- |
| 8. Mai | Iranische Meisterschaft – Einzelzeitfahren | Arvin Moazzemi |

## Abgänge – Zugänge
| Zugänge                           | Team 2015                           | Abgänge                           | Team 2016                     |
| --------------------------------- | ----------------------------------- | --------------------------------- | ----------------------------- |
| Hossaini Reza                     |                                     | Mahdi Rajabikaboodcheshmeh        | Tabriz Petrochemical CCN Team |
| Hossein Nateghi (ab 1. Mai)       | Sepahan Pro Team                    | Aliakbar Zarei                    | Unbekannt                     |
| Hamed Pasebankhajeh               | Tabriz Shahrdari Team               | Amir Zargari (bis 28. Mai)        | Unbekannt                     |
| Hamid Shirisisan (ab 28. Mai)     | Tabriz Petrochemical Team           | Ramin Mehrabani                   | Unbekannt                     |
| Mohammad Rajablou (ab 13. April)  | Hy Sport - Look Continental Cycling | Maijid Aboei                      | Unbekannt                     |
| Davoad Foroughi (ab 1. Mai)       | Sepahan Pro Team                    | Aboulfazl Zarezadehmehrizi        | Unbekannt                     |
| Hamid Pourhashemi (ab 1. Juli)    | Tabriz Shahrdari Team               | Behnam Ariyan                     | Tabriz Petrochemical CCN Team |
| Amir Kolahdozhagh                 | Tabriz Petrochemical Team           | Mathieu Perget                    | Unbekannt                     |
| Sajjad Sabouri                    | Tabriz Petrochemical Team (2014)    | Peter Pouly                       | Singha Infinite Cycling Team  |
| Mohammad Ganjkhanlou (ab 1. Juli) | Tabriz Petrochemical CCN Team       | Hamed Pasebankhajeh (bis 28. Mai) | Tabriz Petrochemical CCN Team |
|                                   |                                     | Hossein Askari (bis 28. Mai)      | Unbekannt                     |
|                                   |                                     | Naser Rezavi (bis 28. Mai)        | Dopingsperre                  |

## Mannschaft
| Name                        | Geburtstag         | Nationalität |
| --------------------------- | ------------------ | ------------ |
| Hossein Askari              | 23. März 1975      | Iran         |
| Hamid Beikkhormizi          | 8. Januar 1992     | Iran         |
| Rahim Ememi                 | 17. Mai 1982       | Iran         |
| Davoad Foroughi             | 4. Dezember 1991   | Iran         |
| Mohammad Ganjkhanlou        | 4. Juli 1997       | Iran         |
| Amir Kolahdozhagh           | 7. Januar 1993     | Iran         |
| Arvin Moazzemi              | 26. März 1990      | Iran         |
| Hossein Nateghi             | 8. Februar 1987    | Iran         |
| Hamed Pasebankhajeh         | 23. September 1988 | Iran         |
| Hamid Pourhashemi           | 13. Juni 1990      | Iran         |
| Mohammad Rajablou           | 6. April 1985      | Iran         |
| Hosseini Reza               | 7. März 1989       | Iran         |
| Naser Rezavi                | 26. November 1989  | Iran         |
| Sajjad Sabouri              | 20. August 1990    | Iran         |
| Moezeddin Seyed Rezaei      | 17. Mai 1979       | Iran         |
| Mohammad Mehdi Seyed Rezaei | 25. Oktober 1992   | Iran         |
| Hamid Shirisisan            | 21. März 1982      | Iran         |
| Amir Zargari                | 31. Juli 1980      | Iran         |